# Rob Gardner
Rob Gardner je američki rock bubnjar koji svira izvorne verzije hard rock bendova Guns N' Roses i L. A. Guns.
Svirao je u oba benda s Axl Roseom, Tracii Gunsom i Ole Beichom. Također je svirao u L. A. Gunsima zajedno s Michael Jagoszom, koji je zamijenjen Axl Roseom nakon što je ovaj otišao u zatvor. Svirao je na L. A. Guns Extended play (mini-album) Collector's Edition No. 1.
Neki izvori tvrde da je također Rob Gardner svirao s L. A. Guns na samom početku kada je Paul Black bio bendov pjevač iako je pouzdanost ovih tvrdnji nesigurna.
1985. na njegovo mjesto u Guns N' Rosesima dolazi Steven Adler.